# حاجی‌لی (بردع)
حاجی‌لی (به لاتین: Hacılı) یک منطقه مسکونی در جمهوری آذربایجان است که در شهرستان بردع واقع شده است. حاجی‌لی ۴۴۲ نفر جمعیت دارد.